# Michel van Lochom
Michel van Lochom (Anvers, 1601 - Paris, 1647) est un graveur et éditeur flamand.

## Biographie
Michel van Lochom est né le 28 avril 1601 à Anvers, où il est baptisé le 5 mai. Il est le fils de Hans van Lochom, également graveur, et Clara Janssens.
Il devient membre de la guilde de Saint-Luc d'Anvers en 1613, où il est l'élève d'Abraham van Merlen. Il devient franc-maître de la guilde en 1621.
Il déménage à Paris en 1625, où il est actif comme graveur et éditeur d'estampes jusqu'en 1647. Il se marie le 12 novembre 1625 avec Marguerite Lenoir, fille d'un libraire, après avoir renoncé à sa foi protestante,,. Il a principalement gravé des scènes religieuses et des portraits. Lochom est devenu graveur du roi pour les tailles-douces,.
Michel van Lochom meurt à Paris le 23 janvier 1647.